# Казеле Лурани
Казеле Лурани (итал. Caselle Lurani) је насеље у Италији у округу Лоди, региону Ломбардија.
Према процени из 2011. у насељу је живело 2326 становника. Насеље се налази на надморској висини од 82 м.

## Становништво
| 1936. | 1951. | 1961. | 1971. | 1981. | 1991. | 2001. | 2011. |
| ----- | ----- | ----- | ----- | ----- | ----- | ----- | ----- |
| 1.128 | 1.215 | 1.085 | 922   | 1.067 | 1.451 | 2.244 | 3.100 |